# Forest County, Pennsylvania
Forest County är ett administrativt område i delstaten Pennsylvania i USA, med 7 716 invånare. Den administrativa huvudorten (county seat) är Tionesta.

## Demografi
Enligt folkräkningen 2010 har Forest County en folkmängd på 7 716 invånare.
År 2014 levde 21,9 procent av invånarna under fattigdomsgränsen. Medelåldern i countyt var 44 år vid folkräkningen 2010. Ungefär en fjärdedel (23,2 procent) av alla hushåll har barn under 18 år. Mer än hälften (55,7 procent) av dessa hushåll består av gifta par. 6,7 procent är ensamstående mammor.
Av invånarna är 95,96 procent vita (varav 38,1 procent med tyskt ursprung).

## Politik
Forest County tenderar att rösta på republikanerna i politiska val.
Republikanernas kandidat har vunnit rösterna i countyt i samtliga presidentval de senaste hundra åren (sedan valet 1916) utom valen 1992 och 1996 då Bill Clinton vann countyt med några få procents marginal. I valet 2016 vann republikanernas kandidat Donald Trump med 69,6 procent av rösterna mot 25,9 för demokraternas kandidat (det vill säga med ca 44 procents marginal), vilket är den största segermarginalen i countyt för en kandidat sedan valet 1972.

## Geografi
Enligt United States Census Bureau har countyt en total area på 1 117 km². 1 109 km² av den arean är land och 8 km² är vatten.

### Angränsande countyn
- Warren County - nord
- McKean County - nordost
- Elk County - öst
- Jefferson County - syd
- Clarion County - syd
- Venango County - väst